# Friedhelm Zubke
Friedhelm Zubke (* 6. November 1938) ist ein deutscher Pädagoge.

## Leben
Von 1963 bis 1966 studierte er an der Pädagogischen Hochschule Oldenburg. Er legte die Prüfungen für das Lehramt an Volks- und Realschulen ab. Von 1966 bis 1970 war er wissenschaftlicher Assistent für Allgemeine Pädagogik. Bis 2004 lehrte er als Pädagoge das Fach Allgemeine Pädagogik bis 1998 an der Universität Göttingen und danach an der Universität Hannover.

## Schriften (Auswahl)
- Motive moralischen Handelns in Lessings „Nathan der Weise“. Göttingen 2008, ISBN 978-3-940344-36-6.
- Hoffen und zweifeln an der Kirche. Religiöse Reflektionen eines Nicht-Theologen. Berlin 2011, ISBN 978-3-631-60696-4.
- Kirche und Aufklärung zwischen Tradition und Aufbruch. Frankfurt am Main 2014, ISBN 3-631-64616-X.
- Fiktive Gespräche mit großen Denkern. Über Menschen, Gesellschaft, Kultur und Religion. Würzburg 2020, ISBN 3-8260-6970-6.